# Hermann Laurent

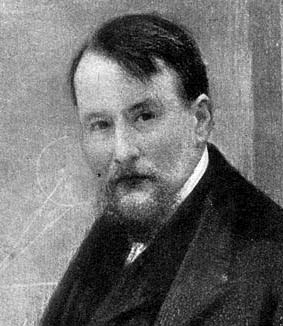
Hermann Laurent (vor 1908)

Hermann Laurent (vollständig Matthieu Paul Hermann Laurent) (* 2. September 1841 in der Stadt Luxemburg; † 19. Februar 1908 in Paris) war ein französischer Mathematiker.

## Leben
Seine Eltern waren der Chemiker Auguste Laurent und Anne-Françoise Schrobilgen. Hermann Laurent wurde in Luxemburg geboren, wuchs dann in Bordeaux, Frankreich auf, wo sein Vater einen Lehrstuhl innehatte. Nach dessen Tod 1853 studierte er an der École polytechnique in Paris und der École d’Application in Metz. Er trat dem Militär bei, das er 1865 als Offizier verließ. Seit 1862 verfasste Laurent mathematische Arbeiten, die erste veröffentlichte er 1865. 1866 erhielt er nach seiner Doktorarbeit eine Anstellung an der Polytechnique, die er 1870–1871 noch einmal verließ, da er im Deutsch-Französischen Krieg wieder in den aktiven Militärdienst eintrat.
Seit 1871 arbeitete Laurent auch als Versicherungsmathematiker. 1874 heiratete er Berthe Moutard. 1889 wurde er Professor an der Pariser École Agronomique, 1905 wurde er in die Ehrenlegion aufgenommen. Hermann Laurent starb am 19. Februar 1908 in Paris.

## Werk
Laurents erstes Werk von 1862 hieß Traité des séries (Abhandlung über Reihen), 1865 veröffentlichte er das Traité des résidus (Abhandlung über Residuen). Er schrieb insgesamt 30 Bücher und eine Vielzahl kleinerer Texte. Sein Hauptarbeitsgebiet blieb die Analysis, insbesondere Reihen und Differentialgleichungen; er beschäftigte sich aber auch mit Geometrie und Statistik, insbesondere Sterbetafeln. Er galt als einflussreicher Hochschullehrer und Lehrbuchautor (Traité d'arithmétique, Traité d'analyse), wobei er aus bürokratischen Gründen teils die Pseudonyme C.A. Laisant und E. Lemoine verwendete (ein Hochschulprüfer durfte nicht über sein Prüfungsgebiet veröffentlichen). Einer seiner Beiträge ist die Laurent-Schleife in der Fraktionalen Infinitesimalrechnung.
Die Laurent-Reihen sind dagegen nach Pierre Alphonse Laurent (1813–1854) benannt. Hermann Laurent arbeitete jedoch auch an diesen Reihen.